# ジュリー・ハイジー
ジュリー・ハイジー（Julie A. Hyzy）は、アメリカ合衆国の小説家。
代表作は、ニュース・リサーチャーのアレックス・セント・ジェームズが探偵役となり謎を解き明かすミステリ&冒険小説シリーズと、ホワイトハウスのアシスタント・シェフ、オリビア・パラスが活躍する《大統領の料理人》シリーズ。後者の第1作『厨房のちいさな名探偵』（原題：State of the Onion ）は、アンソニー賞とバリー賞のペーパーバック部門を受賞したほか、ラヴィー賞のトラディショナル・ミステリ部門を受賞した。豪奢なマナー・ハウスのキュレーターを務めるグレース・ウィートンが主人公の3つ目のシリーズManor House Mysteries も執筆している。
大学ではビジネスについて学び、ビジネス関連の職に就いたが、作家に転身した。N・C・ハイジー、S・F・ハイジーのペンネームも使用する。

## 作品リスト
アレックス・セント・ジェームズ (Alex St James) シリーズ
- Deadly Blessings (2005)
- Deadly Interest (2006)
- Dead Ringer (2008) - マイケル・A・ブラック共著

大統領の料理人 (White House Chef Mysteries) シリーズ
| # | 邦題                         | 原題                      | 刊行年     | 刊行年月   | 出版社                      | 訳者     |
| - | ---------------------------- | ------------------------- | ---------- | ---------- | --------------------------- | -------- |
| 1 | 厨房のちいさな名探偵         | State of the Onion        | 2008年01月 | 2015年05月 | 原書房 〈コージーブックス〉 | 赤尾秀子 |
| 2 | クリスマスのシェフは命がけ   | Hail to the Chef          | 2008年12月 | 2015年11月 | 原書房 〈コージーブックス〉 | 赤尾秀子 |
| 3 | 春のイースターは卵が問題     | Eggsecutive Orders        | 2010年01月 | 2016年04月 | 原書房 〈コージーブックス〉 | 赤尾秀子 |
| 4 | 絶品チキンを封印せよ         | Buffalo West Wing         | 2011年01月 | 2016年12月 | 原書房 〈コージーブックス〉 | 赤尾秀子 |
| 5 | 誕生日ケーキには最強のふたり | Affairs of Steak          | 2012年01月 | 2017年07月 | 原書房 〈コージーブックス〉 | 赤尾秀子 |
| 6 | 休暇のシェフは故郷へ帰る     | Fonduing Fathers          | 2012年12月 | 2018年01月 | 原書房 〈コージーブックス〉 | 赤尾秀子 |
| 7 | 晩餐会はトラブルつづき       | Home of the Braised       | 2014年01月 | 2018年08月 | 原書房 〈コージーブックス〉 | 赤尾秀子 |
| 8 |                              | All the President's Menus | 2015年01月 |            |                             |          |
| 9 |                              | Foreign Eclairs           | 2016年01月 |            |                             |          |

マナー・ハウス (Manor House Mysteries) シリーズ
- Grace Under Pressure (2010)
- Grace Interrupted (2011)
- Grace Among Thieves (2012)
- Grace Takes Off (2013)
- Grace Against the Clock (2014)

その他
- Artistic License (2004)

N・C・ハイジー (N. C. Hyzy) 名義の電子書籍
- Playing With Matches, a Riley Drake Mystery
- Mystery Short Stories